# Raymond Glaszmann
Raymond Glaszmann (ur. 21 września 1884 w Saint-Laurent (Vosges), zm. 21 lutego 1953 w Paryżu) – francuski kierowca wyścigowy.

## Kariera
W swojej karierze wyścigowej Glaszmann poświęcił się startom w wyścigach samochodów sportowych. W latach 1923-1925 Francuz pojawiał się w stawce 24-godzinnego wyścigu Le Mans. W pierwszym sezonie startów uplasował się na czwartej pozycji w klasie 3, a w klasyfikacji generalnej był siódmy. Rok później stanął na najniższym stopniu podium klasy 1.5. W sezonie 1925 Glaszmann odniósł zwycięstwo w klasie 1.1, a w klasyfikacji generalnej uplasował się na dziesiątej pozycji.